# Peru van A tot Z

Locatie van Peru

## 0-9
.pe

## A
Abancay (provincie) -
Abancay (stad) -
Acapulco -
Acobamba (provincie) -
Acomayo (plaats) -
Acomayo (provincie) -
Acre (rivier) -
Aero Condor Peru - 
Aeroperú -
Aeroperú-vlucht 603 -
Aguarico -
Aguas Calientes -
Aguaytía -
Alianza Atlético -
Alianza Lima -
Alpamayo -
Altigius alios -
Alto Larán (district) -
Amantaní -
Amazonas (regio) -
Amazone (rivier) -
Amazoneregenwoud -
Ampato -
Ancash (regio) -
Andahuaylas (provincie) -
Andes -
Ankukancha - 
Anta (provincie) -
Antabamba (provincie) -
Apurímac (regio) -
Apurímac (rivier) -
Arequipa (provincie) -
Arequipa (regio) -
Arequipa (stad) -
Artesonraju -
Asháninka -
Asiru Phat'jata - 
Asiruta - 
Asnu Wañusqa - 
Atacama -
Atahualpa -
Atapalluni - 
Atlético Chalaco -
Atlético Minero -
Ausangate -
Ayabaca (provincie) -
Ayacucho (regio) -
Ayacucho (stad) -
Aymara (taal) -
Aymara (volk) -
Aymaraes (provincie)

## B
Baai van Chimbote -
Ballestaseilanden -
Bambaren, Sergio -
Barranca (provincie) -
Batrachophrynus -
Bellavista (district van Callao) -
Bolívar, Simón

## C
Cajabamba (provincie) -
Cajabamba (stad) -
Cajamarca (provincie) -
Cajamarca (regio) -
Cajamarca (stad) -
Cajatambo (provincie) -
Calca (provincie) -
Callao (district) -
Callao (provincie) -
Callao (regio) -
Callao (stad) -
Camaná (provincie) -
Canas (provincie) -
Cañaveral -
Canchis (provincie) -
Candarave (provincie) -
Cañete (provincie) -
Cangallo (provincie) -
Canta (plaats) -
Canta (provincie) -
Cápac Yupanqui -
Capachica -
Caral -
Caravelí (provincie) -
Carmen de la Legua Reynoso (district) -
Carnicero - 
Carrillo, Víctor -  
Castilla (provincie) -
Cavero, Arturo -
Ccorca (district) -
Ccotos -
Cerro de Pasco -
Cerros de Amotape nationaal park -
Chachani -
Chachapoyas (stad) -
Chacraraju -
Chan Chan -
Chavez, Daniël -
Chavincultuur -
Chavín de Huántar -
Chiclayo (provincie) -
Chiclayo (stad) -
Chimbote -
Chimpulla - 
Chimú -
Chincha (provincie) -
Chincha Alta -
Chincheros (provincie) -
Chincheros (stad) -
Chinchillani - 
Chinchirusa - 
Chinchun - 
Chinezen in Peru -
Chiqllarahu - 
Chiqllarasu - 
Ch'iqun - 
Chivay -
Chopicalqui -
Chucuito (provincie) -
Chucuito (Puno) -
Chumbivilcas (provincie) -
Cielos Airlines -
Cintrón, Conchita -
Club Deportivo Universidad César Vallejo -
Club José Gálvez -
Club Sport Áncash -
Club Sportivo Cienciano -
Colca Canyon -
Colegio Nacional Iquitos -
Confederatie van Peru en Bolivia -
Contralmirante Villar (provincie) -
Cordillera Blanca -
Cordillera Huayhuash -
Cordova, Emilio -
Coricancha -
Coronel Bolognesi -
Coropuna -
Coryanthes verrucolineata -
Cotabambas (provincie) -
CUAVES -
Cubillas, Teófilo -
Cuéllar, Javier Pérez de -
Cupisnique -
Cutervo nationaal park -
Cusco (provincie) -
Cusick, Henry Ian -
Cuzco (regio) -
Cuzco (stad)

## D
Daniel Alcides Carrión (provincie) -
Delgado, Alica -
Deportivo Municipal

## E
El Mutún -
El Toro - 
Ene (rivier) -
Eremoryzomys -
Espinar (provincie) -
Estadio Max Augustín -
Estadio San Martín de Porres -
Estadio Universidad San Marcos -
Etnocacerisme

## F
Farfán, Jefferson -
FBC Melgar -
Fernández, José Carlos -
Fernández, Teodoro -
Ferreñafe (provincie) -
Ferreñafe (stad) -
Flores, Edison -
Flores, Lourdes -
Flórez, Juan Diego -
Frieslandklasse -
Fuji-Cola -
Fujimori, Alberto

## G
Gamarra,Agustín -
García, Alan -
García, María -
Geelstaartwolaap -
Gewone chinchillarat -
González-Vigil, Juan Diego -
Goudmanteltamarin -
Granda Zuniga, Julio -
Grau (provincie) -
Guerrero, José Paolo

## H
Heilige vallei van de Inca's -
Hidalgo, Gilberto -
Honigmann, Heddy -
Hoogland van Bolivia -
Horna, Luis -
Hr.Ms. De Ruyter -
Hr.Ms. De Zeven Provinciën -
Huacachina -
Huacho -
Huancabamba (provincie) -
Huancavelica (regio) -
Huancavelica (stad) -
Huancayo (stad) -
Huandoy -
Huánuco (regio) -
Huánuco (stad) -
Huaral (provincie) -
Huaraz (stad) -
Huarochirí (provincie) -
Huáscar -
Huaura (provincie) -
Huayna Capac -
Huayna Picchu -
Huaynaputina - 
Humboldtpinguïn -
Huascarán

## I
Ica (provincie) -
Ica (regio) -
Ica (stad) -
Illapa -
Inca Kola -
Inca Roca -
Inca's -
Incamythologie -
Inti -
Inti Gas Deportes -
Iquitos -
Isaac Kola -
Ishinca -
Islay (provincie) -
ISO 3166-2:PE -
Isothrix barbarabrownae

## J
Jirishanca -
Jorge Basadre (provincie) -
Jorge Chávez International Airport -
Juan Aurich -
Juli (stad) -
Juliaca -
Junín (regio) -
Junínmeer -
Juruá (rivier)

## K
Khipu

## L
La Convención (provincie) -
La Esfinge -
La Libertad (regio) -
La Oroya -
La Perla (district) -
La Punta (district) -
Lambayeque (provincie) -
Lambayeque (regio) -
LATAM Airlines Perú -
Lichtend Pad -
Lijst van bekende Peruvianen -
Lijst van grootste agglomeraties van Peru -
Lijst van nationale parken in Peru -
Lijst van vlaggen van Peru -
Lima (district) -
Lima (provincie) -
Lima (regio) -
Lima (stad) -
Lloque Yupanqui -
Llosa, Luis -
Lomo Saltado -
Loreto (regio) -
Los Olivos

## M
Machu Picchu -
Madre de Dios (regio) -
Mama Quilla -
Manco Albarracín, Reimond -
Manco Cápac -
Manco Inca Yupanqui -
Manú nationaal park -
Marañón (rivier) -
Maras -
Marmosa andersoni -
Mayta Cápac -
Medina, Lina -
Mendoza, Andrés -
Misti -
Mitaraju - 
Moche -
Monodelphis handleyi -
Moquegua (regio) -
Moquegua (stad) -
Morin, Carlos -
Morropón (provincie) -
Moyobamba -

## N
Napo (rivier) -
Nazca (provincie) -
Nazcalijnen -
Ninashanca - 
Nixa -

## O
Onderkoninkrijk Peru -
Onze-Lieve-Vrouw van de genade -
Oorlog van de Twee Broers -
Orde van Verdienste voor Belangrijke Diensten -
Orde van Verdienste voor de Luchtvaart
Oxapampa (provincie) -
Oyón (provincie) -

## P
Pachacamac -
Pachamama -
Pachacuti -
Paita (provincie) -
Palpa (provincie) -
Paracas -
Partido Aprista Peruano -
Paruro (provincie) -
Pasco (provincie) -
Pasco (regio) -
Paucar del Sara Sara (provincie) -
Paucartambo (provincie) -
Perené (rivier) -
Peru -
Peru op de Olympische Spelen -
Peru op de Olympische Zomerspelen 1900 -
Peru op de Olympische Zomerspelen 1936 -
Peru op de Olympische Zomerspelen 1948 -
Peru op de Olympische Zomerspelen 1956 -
Peru op de Olympische Zomerspelen 1960 -
Peru op de Olympische Zomerspelen 1964 -
Peru op de Olympische Zomerspelen 1968 -
Peru op de Olympische Zomerspelen 1972 -
Peru op de Olympische Zomerspelen 1976 -
Peru op de Olympische Zomerspelen 1980 -
Peru op de Olympische Zomerspelen 2004 -
Peru op de Olympische Zomerspelen 2008 -
Peru-Chilitrog -
Peruviaans voetbalelftal -
Peruaanse harlekijnpad -
Peruaanse voetbalbond -
Peruviaanse census 2005 -
Peruviaanse keuken -
Peruviaanse Orde van de Zon -
Peruviaanse roodteenvogelspin -
Pichu Pichu - 
Pirámide de Garcilazo -
Písac -
Pisco (provincie) -
Pisco (stad) -
Piura (provincie) -
Piura (regio) -
Piura (stad) -
Pisco -
Pizarro, Claudio -
Politiek in Peru -
Porres, Martinus van -
Postigos, Juan - 
Primera División Peruana -
Provincies van Peru -
Pucallpa -
Pucusana -
Puerto Maldonado -
Puno (regio) -
Puno (stad) -
Punomys -
Puquina -
Purus (rivier) -
Putumayo (rivier)

## Q
Quechua -
Quichua -
Quispicanchi (provincie) -
Quitaraju

## R
Ranrapalca -
Regio's van Peru -
Julio Ramón Ribeyro - 
Ridderorden in Peru -
Rio Abiseo nationaal park - 
Rondoy

## S
Sabancaya -
Sacsayhuamán -
Salcantay -
Salpeteroorlog -
San Martín (regio) -
San Martín, José de -
San Miguel (district) -
Santa Cruz, Andrés de -
Sapa Inca -
Sayri Túpac -
Sechura (provincie) -
Seria Norte - 
Seria Punta - 
Sinchi Roca -
Sipán -
Siula Grande -
Sol -
Solano, Nolberto - 
Somos libres, seámoslo siempre -
Sotil, Hugo -
Sotil, Johan -
Soto, Hernando de -
Sport Boys -
Sporting Cristal -
Sucre (provincie) -
Sucre, Antonio José de -
Sullana (provincie) -
Sullana (stad) -
Súmac, Yma
Suyrurahu -

## T
Tacna (provincie) -
Tacna (regio) -
Tacna (stad) -
Talara (provincie) -
Tambo colorado -
TANS Perú-vlucht 204 -
TANS Perú -
Taquile -
Tarata (provincie) -
Taulliraju -
Tawantinsuyu -
Testino, Mario -
Thomasomys macrotis -
Thomasomys notatus -
Thorndike, Guillermo -
Tikonata -
Titicacameer -
Titu Cusi Yupanqui -
Tocache (provincie) -
Tocllaraju -
Toledo Manrique, Alejandro -
Toledo, Francisco de -
Tomopeas -
Total Clean Fútbol Club -
Trujillo (stad) -
Túcume -
Tumbes (provincie) -
Tumbes (regio) -
Tumbes (stad) -
Túpac Amaru -
Túpac Huallpa -
Túpac Inca Yupanqui

## U
Ubigeo -
Ubinas -
Ucayali (regio) -
Ucayali (rivier) -
Unidad Nacional -
Universidad San Martín de Porres -
Universitario de Deportes -
Unión Huaral -
Uros -
Uroseilanden -
Urubamba (provincie) -
Urubamba (rivier) -
Urus Este

## V
Varela, Blanca -
Vargas, Juan Manuel - 
Llosa, Mario Vargas -
Vásquez, Edwin -
Vega, Garcilaso de la -
Velasco Alvarado, Juan -
Ventanilla (district) -
Villa El Salvador -
Viracocha -
Viracocha Inca -
Vlag van Peru

## W
Wari -
Wegennetwerk van de Inca's

## Y
Yanaphaqcha -
Yanesha (taal) -
Yáhuar Huácac -
Yauyos (stad) -
Yauyos (provincie) -
Yerupaja
Yerupaja Chico -

## Z
Zapata, Karen -
Zambrano, Carlos -
Zarumilla (provincie) - 
Zúñiga, Ysrael